# A budapesti Városliget épületeinek és építményeinek listája
Az alábbi lap a budapesti Városliget épületeinek listáját tartalmazza.

## Határai
A szócikk a Városliget határainak a ligetbudapest.hu elektronikus térképét veszi alapul, azaz ennek értelmében a Nyugati pályaudvar külső része – Hungária körút – Hermina út – Ajtósi Dürer sor – Dózsa György út által határolt területet érti Városliget alatt.

## Napjainkban is álló épületek

### A Vidámpark épületei
A Budapesti Vidám Parkot 2013-ban bezárták, épületeinek nagy részét elbontották.

### Egyéb épületek
| Név                               | Építés ideje       | Tervező                                   | Elhelyezkedés                                                             | Megjegyzés | Kép |
| --------------------------------- | ------------------ | ----------------------------------------- | ------------------------------------------------------------------------- | --- | --- |
| Nyereg, az Itató étterem          | 1870               | nem ismert                                | Kós Károly sétány                                                         | A Városligetben jelenleg álló legrégebbi épülete. Eredetileg fürdőháznak az azóta elbontott Artézi Fürdőhöz (lásd lentebb) épült, majd az 1900-as évek elején csendőrőrssé alakították át. |     |
| Gundel étterem                    | 1894               | Bauer Ervin                               | Gundel Károly út 4.                                                       | |     |
| Műcsarnok                         | 1895–1896          | Schickedanz Albert és Herzog Fülöp Ferenc | Dózsa György út 37. / Hősök tere                                          | |     |
| Szépművészeti Múzeum              | 1900–1906          | Schickedanz Albert és Herzog Fülöp Ferenc | Dózsa György út 41. / Hősök tere                                          | |     |
| Széchenyi gyógyfürdő              | 1909–1913          | Czigler Győző, Dvorák Ede, Gerster Kálmán | Állatkerti körút 9-11.                                                    | A Fürdő Állatkerti körút felőli oldala csak 1926-ban épült meg ifjabb Francsek Imre tervei szerint.                                                                                        |     |
| Bagolyvár étterem                 | 1913               | Kós Károly                                | Gundel Károly út 4.                                                       | 2022-től Bagolyvár Rendezvényhelyszín néven a Gundel étterem része. |     |
| Pántlika Bisztró                  | 1960-as évek eleje | nem ismert                                | Hermina út / Konrád Adenauer út                                           | Eredetileg a Budapesti Nemzetközi Vásárhoz épült információs pavilonként. |     |
| Fővárosi Nagycirkusz              | 1970–1971          | nem ismert                                | Állatkerti körút 12/a.                                                    | |     |
| Robinson étterem                  | 1989               | nem ismert                                | az Állatkerti körút mellett                                               | |     |
| a Pavilon Kert épületei           | 2017               | nem ismert                                | az Állatkerti körút és a Széchenyi gyógyfürdő által közrefogott területen | |     |
| (Új) Néprajzi Múzeum              | 2017–2022          | NAPUR Architect építésziroda              | Dózsa György út 35.                                                       | |     |
| Magyar Zene Háza                  | 2018–2021          | Fudzsimoto Szószuke                       | Olof Palme sétány 3-5.                                                    | |     |
| léghajó épülete                   | 2020 k.            | nem ismert                                | Hermina út / Konrád Adenauer út                                           | |     |
| üzemi épület                      | 2020 k.            | nem ismert                                | Ocskay László út                                                          | 2020 körül, a Liget Budapest Projekt átalakításai során épült a mélygarázs bejáratánál. (A másik hasonló épület közelében.)                                                                |     |
| üzemi épület                      | 2020 k.            | nem ismert                                | Ocskay László út                                                          | 2020 körül, a Liget Budapest Projekt átalakításai során épült a mélygarázs bejáratánál. (A másik hasonló épület közelében.)                                                                |     |
| üzemi épület                      | 2020 k.            | nem ismert                                | Ocskay László út                                                          | 2020 körül, a Liget Budapest Projekt átalakításai során épült a mélygarázs bejáratánál. |     |
| Széchenyi gyógyfürdő melléképület |                    | nem ismert                                | Kós Károly sétány                                                         | |     |
| Digó Lizsé                        |                    | nem ismert                                | az Állatkerti körút mellett                                               | Étterem. |     |
| Kútház                            |                    | nem ismert                                | a Széchenyi fürdő mellett                                                 | |     |
| Toalettépület                     |                    | nem ismert                                | Ocskay László útnál                                                       | |     |
| üzemi épület                      |                    | nem ismert                                | Kós Károly sétány                                                         | |     |
| üzemi épület                      |                    | nem ismert                                | Konrád Adenauer út                                                        | |     |
| Transzformátorház                 |                    | nem ismert                                | Zichy Mihály út                                                           | |     |
| Piknik kert épülete               |                    | nem ismert                                | az Ocskay László út és az Olof Palme sétány találkozásánál                | |     |
| toalettépület                     |                    | nem ismert                                | az Állatkerti körút és a Széchenyi gyógyfürdő által közrefogott területen | |     |
| Zöld Küllő                        |                    | nem ismert                                | a Vajdahunyadvárnál, a Paál László felőli oldalon                         | 2017-től működik az épület körül szabadtéri étterem. |     |
| toalettépület                     |                    | nem ismert                                | a Dvořák sétány és az Olof Palme sétány találkozásnál                     | |     |

## Elpusztult épületek

### Az 1885-ös Országos Általános Kiállítás épületei
A kiállítás után az épületeket elbontották, kivéve:
| Név             | Építés ideje | Tervező           | Elhelyezkedés           | Megjegyzés | Kép |
| --------------- | ------------ | ----------------- | ----------------------- | --- | --- |
| Millennium Háza | 1885         | Pfaff Ferenc      | Olof Palme sétány 1.    | Korábban Műcsarnok, Olof Palme-ház néven volt ismert. |     |
| Iparcsarnok     | 1885         | Ulrich Keresztély | Zichy Mihály út mellett | Ez is az 1885-ös kiállításra készült, de nem bontották akkor el. Az épület Budapest ostroma alatt kiégett, tetőszerkezete elpusztult. A második világháború pusztításai után nem építették újjá. A helyén épült fel 1947-ben a Városligetben működő Budapesti Nemzetközi Vásár legnagyobb, 5. számú csarnoka, később a Petőfi Csarnok. |     |
| Király-pavilon  | 1885         | Ybl Miklós        | Zichy Mihály út mellett | Ez is az 1885-ös kiállításra készült, de ugyancsak nem bontották akkor el. Az 1896-os kiállításon Gerbeaud cukrászatként működött. 1944 őszén bombatalálat érte, melynek helyreállítását a későbbiekben nem támogatták, ezért lebontásra került.                                                                                       |     |

### Az 1896-os millenniumi ünnepségek épületei
A kiállítás után az épületeket elbontották, kivéve:
| Név                                                       | Építés ideje | Tervező               | Elhelyezkedés        | Megjegyzés | Kép |
| --------------------------------------------------------- | ------------ | --------------------- | -------------------- | --- | --- |
| Új Korcsolyacsarnok                                       | 1895         | idősebb Francsek Imre | Olof Palme sétány 5. | 1926-ban ifjabb Paulheim Ferenc tervei alapján kibővítették. |     |
| Vajdahunyad vára (eredeti nevén Történelmi Épületcsoport) | 1896         | Alpár Ignác           | Vajdahunyad sétány   | Valójában a várat meg akarták őrizni a kiállítás után, de 1899-ben rossz állapota miatt le kellett bontani. Alpár 1902 és 1908 között (kis módosításokkal) ismét felépítette. |     |

Az ugyancsak Alpár által tervezett Vadászkastélyt a kiállítás után szétszedték, és átvitték a Margit szigetre. Ott ismét felépítették Szigeti Kávéház néven. Végleges elbontására 1930-ban került sor.

### Egyéb elpusztult épületek
| Név                                                                                       | Építés ideje                          | Tervező                      | Elhelyezkedés                                                             | Megjegyzés | Kép |
| ----------------------------------------------------------------------------------------- | ------------------------------------- | ---------------------------- | ------------------------------------------------------------------------- | --- | --- |
| Városligeti Aréna (Arena im Stadtwäldchen, régi Városligeti Színház, Városligeti Színkör) | 19. század első fele                  | nem ismert                   | Városliget                                                                | Az épületet 1879-ben a német színigazgatóból magyar színigazgatóvá lett Feld Zsigmond saját költségén alakíttatta át a favázas nyári színházból, s tette állandó előadásokra alkalmassá. Helyére épült 1908-tól a Városligeti Színház. |     |
| Artézi Fürdő                                                                              | 19. sz. második fele                  | nem ismert                   | a mai Nyereg étterem közelében                                            | 1910 körül, a Széchenyi gyógyfürdő építése idején bontották el. |     |
| közúti vaspálya indóháza                                                                  | 19. sz. második fele                  | nem ismert                   | a Dózsa György út mentén, a Damjanich utca közelében                      | |     |
| Favázas korcsolyacsarnok                                                                  | 1870                                  | nem ismert                   | Városliget                                                                | 1874-ben leégett. Helyére épült a Régi Korcsolyacsarnok. |     |
| Barokaldi-cirkusz (Nép-aréna, Jancsi-aréna)                                               | 1871                                  | nem ismert                   |                                                                           | 1938-ban elbontották. |     |
| Régi Korcsolyacsarnok                                                                     | 1875                                  | Lechner Ödön                 | Olof Palme sétány                                                         | 1893-ban elbontották. Helyére épült az új Korcsolyacsarnok. |     |
| Artézi Kút épülete (Zsigmondy „fúrháznak”)                                                | 1878 k.                               | nem ismert                   | Hősök tere                                                                | 1884-ben lebontották. Helyére épült a Gloriette kút. |     |
| Gloriette kút épülete                                                                     | 1884                                  | Ybl Miklós                   | Hősök tere                                                                | Széchenyi-emlékmű és kilátó lett a neve, 1894-ben Széchenyi hegyre telepítették át. Eredeti helyén ma a Hősök tere van. |     |
| Faszerkezetes melegedőcsarnok a Budapesti Korcsolyázó Egyletnek                           | 1887                                  | Hofhauser Antal              |                                                                           | A II. világháború után pusztult el. |     |
| Beketow-cirkusz                                                                           | 1889                                  | nem ismert                   | Állatkerti körút 12/a.                                                    | A bádogcsarnok elé az 1900-as évek elején bejárati épület készült. 1966-ban elbontották. Helyére épült a Fővárosi Nagycirkusz. |     |
| (I.) Rotunda                                                                              | 1894                                  | nem ismert                   | Hősök tere                                                                | A Feszty-körkép számára készült. Néhány év után, 1899-ben lebontották, helyére épült a Szépművészeti Múzeum. 1909-ben új (II.) Rotunda épült a Vurstli (későbbi Vidám Park) területén. |     |
| Kreinz Károly körhintájának épülete                                                       | 1890-es évek                          | nem ismert                   |                                                                           | Az 1910-es években elbontották. Helyére épült a Széchenyi gyógyfürdő. |     |
| Közlekedési Múzeum                                                                        | 1899                                  | Pfaff Ferenc                 | Hermina út 26-28.                                                         | A második világháborúban súlyosan megsérült, eredeti állapotában nem állították helyre. Az 1980-as években új szárnyat építettek hozzá. A Közlekedési Múzeum fő épületét bezárták és a Liget Budapest Projekt keretében 2016–2017-ben teljesen lebontották, hogy helyére új épületet emeljenek. A központi épületet azonban – az eredeti tervekkel ellentétben – mégsem a Városligetben, hanem az Északi Járműjavító helyére építik majd fel. A régi helyére más kiállítóhelyet terveznek. Jelenleg a terület üresen áll. |     |
| Városliget Bioscope                                                                       | 1908                                  | Dénes Dezső                  |                                                                           | Moziépület. |     |
| Városligeti Színház                                                                       | 1908                                  | Vágó József és Vágó László   | Dózsa György út / Ajtósi Dürer sor találkozásánál                         | 1952-ben a Felvonulási tér kialakítása miatt elbontották. Visszaépítése tervben van. |     |
| a régi Széchenyi fürdő metróállomás favázas csarnoka                                      | 1923 (alábbi fénykép készítése) előtt | nem ismert                   |                                                                           | |     |
| Regnum Marianum                                                                           | 1925–1931                             | Kotsis Iván                  | a Dózsa György út és a Dvořák sétány találkozásánál                       | 1951-ben elbontották. |     |
| A Budapesti Nemzetközi Vásár csarnoka, majd Petőfi Csarnok                                | 1947, 1985                            | Halmos György, Tihanyi Judit | Zichy Mihály út mellett                                                   | 1985-ben alakították át Petőfi Csarnokká. 2016/2017-ben bontották el. Helyére tervezik az Új Nemzeti Galéria épületét. |     |
| A Budapesti Nemzetközi Vásár egyéb épületei                                               | 1940-es évek ?                        | nem ismert                   |                                                                           | Az épületek közül napjainkban már csak a Pántlika Bisztró áll. |     |
| árubódék                                                                                  | 1970-es évek                          | nem ismert                   | az Állatkerti körút és a Széchenyi gyógyfürdő által közrefogott területen | A 2010-es években elbontották őket. Helyükre épültek a Pavilon Kert épületei. |     |
| a FŐKERT épülete                                                                          | 20. sz. második fele                  | nem ismert                   | a Király domb mellett                                                     | 2020 körül, a Liget Budapest Projekt átalakításai során bontották el. |     |
| üzemi épület                                                                              | 20. sz. második fele                  | nem ismert                   | az Olof Palme sétány és a Zichy Mihály út találkozásánál                  | 2020 körül, a Liget Budapest Projekt átalakításai során bontották el. |     |
| Állatorvosi rendelő                                                                       | 20. sz. második fele                  | nem ismert                   | Hermina út                                                                | 2014/2018 között, a Liget Budapest Projekt átalakításai során bontották el. |     |
| Cupido Garden                                                                             | 20. sz. második fele                  | nem ismert                   | Hermina út                                                                | 2014/2018 között, a Liget Budapest Projekt átalakításai során bontották el. |     |
| nagy méretű, sátorszerű épület                                                            | 20. sz. második fele                  | nem ismert                   | Konrád Adenauer út                                                        | 2014/2018 között, a Liget Budapest Projekt átalakításai során bontották el. |     |

## Tervben szereplő épületek
- Új Nemzeti Galéria
- Magyar Innováció Háza

## Építmények
| Név                                                              | Építés ideje              | Tervező                     | Elhelyezkedés                                              | Megjegyzés | Kép |
| ---------------------------------------------------------------- | ------------------------- | --------------------------- | ---------------------------------------------------------- | --- | --- |
| a Széchenyi fürdő metróállomás két lejáró- és föld alatti része  | 1973 után                 | nem ismert                  | Kós Károly sétány mentén                                   | A vonal 1973-as meghosszabbítása és felszín alá vitele után a régi fejvégállomástól nem messze létesült új állomásként. |     |
| Tompa Mihály-emlékmű                                             | 1940                      | Ispánki József              | Olof Palme sétány mentén                                   | Valamikor emlékpad volt, de szétbontották. 1967-ben állították újra össze hasábtömbbé.                                  |     |
| Időkerék                                                         | 2004                      | Herner János, Janáky István | a Dózsa György út mentén                                   | |     |
| Nádor-híd                                                        | nem ismert                | nem ismert                  | az Állatkerti körút mellett                                | |     |
| Regnum Marianum emlékmű                                          | 1992                      | nem ismert                  | a Dózsa György út és a Dvořák sétány találkozásánál        | A templom helyén. |     |
| Olof Palme emlékkő                                               | 1987                      | Varga Imre                  | Olof Palme sétány mentén                                   | |     |
| Kós Károly emlékmű                                               | 1987                      | Péterfy László              | a Kós Károly sétány mellett                                | |     |
| Wünsch-híd                                                       | 1896                      | nem ismert                  | az Állatkerti körút mellett                                | |     |
| Zielinski híd                                                    | 1896                      | Zielinski Szilárd           | Kós Károly sétánynál                                       | |     |
| A Vajdahunyadvár kőhídja                                         | Alpár Ignác, Kotál Henrik | nem ismert                  | a Vajdahunyadvárnál, a Kós Károly sétány felőli oldalon    | |     |
| A Vajdahunyadvár kőhídja                                         | nem ismert                | nem ismert                  | a Vajdahunyadvárnál, a Paál László felőli oldalon          | |     |
| A Vajdahunyadvár vashídja                                        | nem ismert                | nem ismert                  | a Vajdahunyadvárnál, a Paál László felőli oldalon          | |     |
| fahíd                                                            | nem ismert                | nem ismert                  | a Vajdahunyadvárnál, a Paál László felőli oldalon          | |     |
| Sellők díszkútja                                                 | 1978                      | Kerényi Jenő, Szabó István  | Kós Károly sétány                                          | |     |
| az 1956-os magyar forradalom és szabadságharc központi emlékműve | 2006                      | I-Ypszilon alkotócsoport    | 56-osok tere                                               | |     |
| Millenniumi emlékmű                                              | 1896–1906                 | Schickedanz Albert          | Hősök tere                                                 | |     |
| Mélygarázs                                                       | 2020-as évek              | nem ismert                  | a Dózsa György út mentén                                   | |     |
| csatornakivezető a fahídnál                                      | nem ismert                | nem ismert                  | a Paál László út mellett                                   | |     |
| Horváth Jakab sírja („Fuit” síremlék)                            | 1995                      | Okenfusz János              |                                                            | |     |
| Vakok kertje                                                     | 1972                      | nem ismert                  |                                                            | 2024-ben felújították.                                                                                                  |     |
| pergola                                                          | 1967                      | nem ismert                  | az Ocskay László út és az Olof Palme sétány találkozásánál | |     |

## Egyéb irodalom
- Budapest lexikon. Főszerk. Berza László. Budapest: Akadémiai. 1973.
- Budapest lexikon I–II. Főszerk. Berza László. 2., bőv. kiad. Budapest: Akadémiai. 1993.  ISBN 963-05-6409-2
- (szerk.) Fodor Béla: Zuglói lexikon, Herminamező Polgári Köre, 2009, ISBN 978-963-9935-05-1 (léteznek a műből 1998-as, 2003-as és 2015-ös kiadások is, elektronikusan a 2009-es elérhető)
- (szerk.) Gelléri Mór: Az ezredéves Országos Kiállítás kalauza, Budapest, 1896
- Bálint Zoltán: Az ezredévi kiállítás architecturája, Budapest, 1897
- (szerk.) Lovas Dániel: Élet a régi Városligetben. Hétköznapok és ünnepek a 19. század utolsó éveiben és a 20. század első felében régi fotókon és képeslapokon,  	Kecskeméti Lapok Kft., Kecskemét, é. n., ISBN 978-963-9947-25-2 (Magyar Múzsa Könyvek-sorozat)
- (szerk.) Brunner Attila – Perczel Olivér: A Liget egykor, Budapest Főváros Levéltára, Budapest, 2021, ISBN 9786155635168

## Egyéb külső hivatkozások
- https://welovebudapest.com/cikk/2023/04/24/latnivalok-es-kultura-az-eltunt-varosliget-nyomaban-i-resz/
- https://mek.oszk.hu/17900/17973/html/varosliget.htm
- https://ligetbudapest.reblog.hu/